# Alejandro Quijano
Alejandro Quijano (Mazatlán, Sinaloa, México, 5 de enero de 1883 - Ciudad de México, 17 de febrero de 1957) fue un abogado, catedrático, periodista, lingüista y académico mexicano.[cita requerida]

## Semblanza biográfica
Realizó los primeros estudios en su ciudad natal. Viajó a la Ciudad de México para continuar sus estudios en la Escuela Nacional Preparatoria y en la Escuela Nacional de Jurisprudencia, obteniendo el título de abogado. Ejerció la docencia a nivel preparatoria, dando clases de literatura y, en su alma mater de elocuencia forense, derecho administrativo y práctica civil. Asimismo impartió clases en la Escuela Normal. Fue director de los periódicos Novedades y The News y durante más de treinta años presidió la Asociación Mexicana de la Cruz Roja.
Fue elegido miembro correspondiente de la Academia Mexicana de la Lengua el 9 de octubre de 1918, posteriormente fue designado miembro de número, tomó posesión de la silla XVI el 27 de octubre de 1920 con el discurso "La poesía castellana en sus cuatro primeros siglos", al cual dio respuesta José López Portillo y Rojas. En la misma Academia ejerció los cargos de archivero (de 1920 a 1924), censor (de 1924 a 1939) y director (de 1939 a 1957). Por otra parte, el 25 de mayo de 1947, fue nombrado miembro correspondiente de la Academia Colombiana de la Lengua; fue además miembro correspondiente de la Real Academia Española y de la Academia Costarricense de la Lengua. Murió en la Ciudad de México el 17 de febrero de 1957.

## Obras publicadas
- Las letras en la educación, 1915.
- La ortografía fonética, en colaboración con Manuel G. Revilla, en 1916.
- Jiménez de Cisneros, 1918.
- En casa de nuestros primos (Notas de viaje por los Estados Unidos), 1918.
- Amado Nervo. Su vida y su obra, 1919.
- En la tribuna. Discursos y conferencias, 1919.
- La poesía española en sus cuatro primeros siglos, 1921.
- Elogio del idioma español, 1933.
- Cervantes y el Quijote en la Academia, 1935.
- Mazatlán, 1939.
- El Segundo Centenario del Diccionario de Autoridades. Los Diccionarios Académicos, 1950.
- Veracruz en la Academia, 1950.